# Aphanoascus cinnabarinus
Aphanoascus cinnabarinus är en svampart som beskrevs av Zukal 1890. Aphanoascus cinnabarinus ingår i släktet Aphanoascus och familjen Onygenaceae.   Inga underarter finns listade i Catalogue of Life.